# 62è Festival Internacional de Cinema de Canes
El 62è Festival Internacional de Cinema de Canes es va dur a terme del 13 al 24 de maig de 2009. L'actriu francesa Isabelle Huppert fou la Presidenta del Jurat. Un total de 20 pel·lícules de 13 països foren seleccionades per competir per la Palma d'Or. Els premis foren anunciats el 23 de maig. La pel·lícula Das weiße Band), dirigida per Michael Haneke va guanyar la Palma d'Or.
El festival va obrir amb la pel·lícula de Pixar Up, dirigida per Pete Docter i Bob Peterson. Aquesta va ser la primera vegada que una pel·lícula d'animació o una pel·lícula en 3D va obrir el festival. El festival es va tancar amb Coco Chanel & Igor Stravinsky dirigit per Jan Kounen.
El director estatunidenc Clint Eastwood va rebre per segon cop la Palma d'Or honorífica, un premi atorgat als directors que havien establert un treball significatiu sense guanyar mai una palma d'or competitiva.

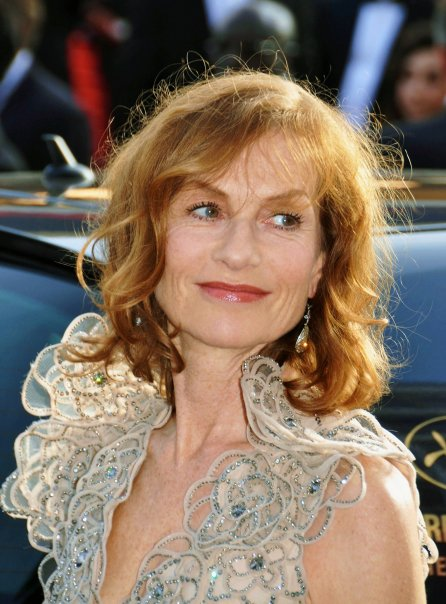
Isabelle Huppert, Presidenta del Jurat de la COmpetició

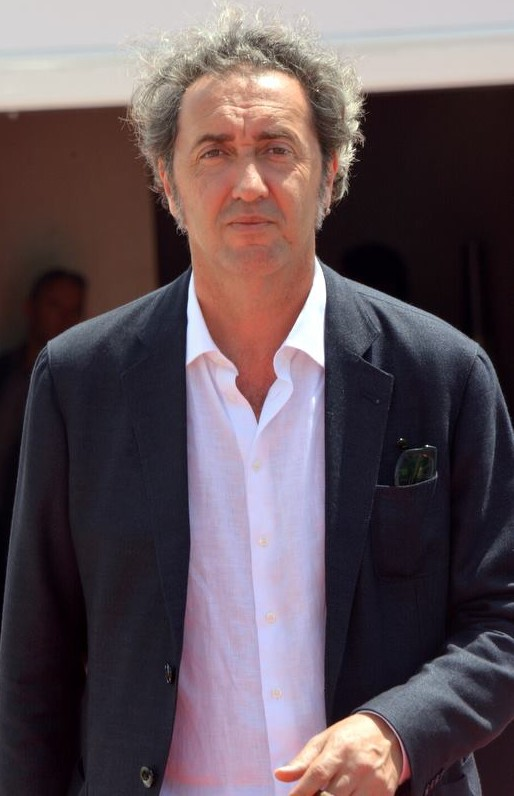
Paolo Sorrentino, President del jurat d'Un Certain Regard

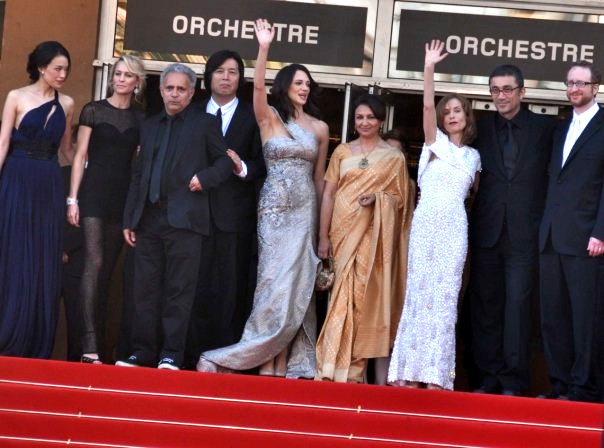
Els membres del jurat de la competició principal.

## Jurat

### Competició principal
Les següents persones foren nomenades per formar part del jurat de la competició principal en l'edició de 2009:
- Isabelle Huppert (actriu francesa) Jury President
- Asia Argento (actriu italiana)
- Nuri Bilge Ceylan (director turc)
- Lee Chang-dong (director sud-coreà)
- James Gray (director estatunidenc)
- Hanif Kureishi (guionista britànic)
- Shu Qi (actriu taiwanesa)
- Robin Wright Penn (actriu estatunidenca)
- Sharmila Tagore (actriu índia)

### Un Certain Regard
Les següents persones foren nomenades per formar part del jurat de la secció Un Certain Regard de 2009:
- Paolo Sorrentino (director italià) President
- Uma Da Cunha (director de càsting i consultor de direcció indi)[8]
- Julie Gayet (actriu i productora francesa)
- Piers Handling (director canadenc & CEO del TIFF)
- Marit Kapla (periodista cultural sueca)

### Cinéfondation i curtmetratges
Les següents persones foren nomenades per formar part del jurat de la secció Cinéfondation i de la competició de curtmetratges:
- John Boorman (director anglès) President
- Bertrand Bonello (director francès)
- Férid Boughedir (director tunisià)
- Leonor Silveira (actriu portuguesa)
- Zhang Ziyi (actriu i model xinesa)

### Càmera d'Or
Les següents persones foren nomenades per formar part del jurat de la Càmera d'Or de 2009:
- Roschdy Zem (actor i cineasta francès) President
- Diane Baratier (cineasta francesa)
- Olivier Chiavassa (Fédération des Industries Techniques)
- Sandrine Ray (directora francesa)
- Charles Tesson (crític)
- Edouard Waintrop (Festival Fribourg)

## Selecció oficial

### En competició – pel·lícules
Les següents pel·lícules competiren per la Palma d'Or:
| Títol original                                 | Director(s)       | País            |
| ---------------------------------------------- | ----------------- | --------------- |
| Antichrist                                     | Lars von Trier    | Dinamarca       |
| Bright Star                                    | Jane Campion      | Regne Unit      |
| Los abrazos rotos                              | Pedro Almodóvar   | Espanya         |
| Kinatay                                        | Brillante Mendoza | Filipines       |
| Soudain le vide                                | Gaspar Noé        | França          |
| Visage                                         | Tsai Ming-liang   | Taiwan          |
| Fish Tank                                      | Andrea Arnold     | Regne Unit      |
| Inglourious Basterds                           | Quentin Tarantino | Estats Units    |
| À l'origine                                    | Xavier Giannoli   | França          |
| Looking for Eric                               | Ken Loach         | Regne Unit      |
| Mapa dels sons de Tòquio                       | Isabel Coixet     | Espanya         |
| Un prophète                                    | Jacques Audiard   | França          |
| Chūn fēng chén zuì de wǎn shàng 春风沉醉的晚上 | Lou Ye            | R.P. de la Xina |
| Taking Woodstock                               | Ang Lee           | Estats Units    |
| Bakjwi (박쥐)                                  | Park Chan-wook    | Corea del Sud   |
| The Time That Remains (الزمن الباقي)           | Elia Suleiman     | Palestina       |
| Les herbes folles                              | Alain Resnais     | França          |
| Vincere                                        | Marco Bellocchio  | Itàlia          |
| Vengeance 復仇 Fuk sau                         | Johnnie To        | Hong Kong       |
| Das weiße Band                                 | Michael Haneke    | Àustria         |

### Un Certain Regard
Les següents pel·lícules foren seleccionades per competir a Un Certain Regard:
| Títol original                                                                                          | Director(s)                                                     | País          |
| --- | --------------------------------------------------------------- | ------------- |
| À Deriva                                                                                                | Heitor Dhalia                                                   | Brasil        |
| Air Doll (Kūki Ningyō)                                                                                  | Hirokazu Koreeda                                                | Japó          |
| Kynodontas (Κυνόδοντας)                                                                                 | Yorgos Lanthimos                                                | Grècia        |
| Einayim Pkuhot עיניים פקוחות '                                                                          | Haim Tabakman                                                   | Israel        |
| Le père de mes enfants                                                                                  | Mia Hansen-Løve                                                 | França        |
| Independencia                                                                                           | Raya Martin                                                     | Filipines     |
| Irene                                                                                                   | Alain Cavalier                                                  | França        |
| Mother 마더 Madeo                                                                                       | Bong Joon-ho                                                    | Corea del Sud |
| No One Knows About Persian Cats کسی از گربه های ایرانی خبر نداره Kasi az gorbehaye Irani khabar nadareh | Bahman Ghobadi                                                  | Iran          |
| Nang Mai                                                                                                | Pen-Ek Ratanaruang                                              | Tailàndia     |
| Poliţist, Adjectiv                                                                                      | Corneliu Porumboiu                                              | Romania       |
| Precious                                                                                                | Lee Daniels                                                     | Estats Units  |
| Samson and Delilah                                                                                      | Warwick Thornton                                                | Austràlia     |
| Wit Licht                                                                                               | Jean van de Velde                                               | Països Baixos |
| Skazka pro temnotu                                                                                      | Nikolay Khomeriki                                               | Rússia        |
| Amintiri din epoca de aur                                                                               | Cristian Mungiu, Hanno Höfer, Constantin Popescu, Ioana Uricaru | Romania       |
| Morrer Como Um Homem                                                                                    | João Pedro Rodrigues                                            | Portugal      |
| Demain dès l'aube                                                                                       | Denis Dercourt                                                  | França        |
| Tsar (Царь)                                                                                             | Pavel Lungin                                                    | Rússia        |
| Los viajes del viento                                                                                   | Ciro Guerra                                                     | Colòmbia      |

### Pel·lícules fora de competició
Les següents pel·lícules foren seleccionades per ser projectades fora de competició:
| Títol original                      | Director(s)                    | País                       |
| ----------------------------------- | ------------------------------ | -------------------------- |
| Agora                               | Alejandro Amenábar             | Espanya                    |
| L'armée du crime                    | Robert Guédiguian              | França                     |
| Coco Chanel & Igor Stravinsky       | Jan Kounen                     | França                     |
| Ne te retourne pas                  | Marina de Van                  | França                     |
| Drag Me to Hell                     | Sam Raimi                      | Estats Units               |
| The Imaginarium of Doctor Parnassus | Terry Gilliam                  | Regne Unit                 |
| Panique au village                  | Stéphane Aubier, Vincent Patar | Bèlgica, França, Luxemburg |
| Up                                  | Pete Docter                    | Estats Units               |

### Projeccions Especials
Les següents pel·lícules foren seleccionades per ser projectades a la secció Projeccions Especials:
| Títol original                                   | Director(s)                   | País            |
| ------------------------------------------------ | ----------------------------- | --------------- |
| Cendres et sang                                  | Fanny Ardant                  | França          |
| Jaffa                                            | Keren Yedaya                  | Israel          |
| L'épine dans le coeur                            | Michel Gondry                 | França          |
| Manila                                           | Adolfo Alix, Jr., Raya Martin | Filipines       |
| Min Ye                                           | Souleymane Cissé              | Mali            |
| Mon voisin, mon tueur                            | Anne Aghion                   | França          |
| No Meu Lugar                                     | Eduardo Valente               | Brasil          |
| Petition                                         | Zhao Liang                    | R.P. de la Xina |
| Portrait de Groupe Avec Enfants et Motocyclettes | Pierre-William Glenn          | França          |
| Yeo-haeng-ja 여행자                              | Ounie Lecomte                 | Corea del Sud   |

### Cinéfondation
Les següents pel·lícules foren seleccionades per ser projectades a la competició Cinéfondation:
| Títol                     | Director(s)         | Escola                                        |
| ------------------------- | ------------------- | --------------------------------------------- |
| #1                        | Noamir Castéra      | ENSAV La Cambre, Bèlgica                      |
| Bába                      | Zuzana Kirchnerová  | FAMU, Txèquia                                 |
| El boxeador               | Juan Ignacio Pollio | Universidad del Cine, Argentina               |
| By the Grace of God       | Ralitza Petrova     | NFTS, Regne Unit                              |
| Chapa                     | Thiago Ricarte      | FAAP, Brasil                                  |
| Diploma                   | Yaelle Kayam        | The Sam Spiegel Film & TV School, Israel      |
| Nammae Ui Jip (남매의 집) | Jo Sung-hee         | Korean Academy of Film Arts, Corea del Sud    |
| Goodbye                   | Fang Song           | Beijing Film Academy, R.P. de la Xina         |
| Gutter                    | Dan Ransom Day      | New York University, Estats Units             |
| Bbul 뿔                   | Yim Kyung-dong      | Kaywon School of Art, Corea del Sud           |
| Kasia                     | Elisabet Llado      | IAD, Bèlgica                                  |
| Il Naturalista            | Giulia Barbera      | Centro Sperimentale di Cinematografia, Itàlia |
| Le Contretemps            | Dominique Baumard   | La fémis, França                              |
| Malzonkowie               | Dara Van Dusen      | PWSFTViT, Polònia                             |
| Segal                     | Yuval Shani         | Tel-Aviv University, Israel                   |
| Sylfidden                 | Dorte Bengtson      | Den Danske Filmskole, Dinamarca               |
| Traverser                 | Hugo Frassetto      | La Poudrière, França                          |

### Curtmetratges en competició
Els següents curtmetratges competien per Palma d'Or al millor curtmetratge:
| Títol original           | Director(s)                     | País          |
| ------------------------ | ------------------------------- | ------------- |
| After Tomorrow           | Emma Sullivan                   | Regne Unit    |
| Arena                    | João Salaviza                   | Portugal      |
| Ciao mama                | Goran Odvorcic                  | Croàcia       |
| Lars og Peter            | Daniel Borgman                  | Dinamarca     |
| L'Homme À la Gordini     | Jean-Christophe Lie             | França        |
| Missen                   | Jochem de Vries                 | Països Baixos |
| Klusums                  | Laila Pakalniņa                 | Letònia       |
| The Six Dollar Fifty Man | Mark Albiston, Louis Sutherland | Nova Zelanda  |
| Rumbo a Peor             | Àlex Brendemühl                 | Espanya       |

### Cannes Classics
Cannes Classics posa el punt de mira en documentals sobre cinema i obres mestres del passat restaurades.
| Títol original                                | Director(s)                                                                                            | País              |
| --------------------------------------------- | --- | ----------------- |
| Documentals sobre Cinema                      | |                   |
| Deux de la Vague                              | Emmanuel Laurent                                                                                       | França            |
| Henri-Georges Clouzot's Inferno               | Serge Bromberg, Ruxandra Medrea                                                                        | França            |
| Bilder från lekstugan                         | Stig Björkman                                                                                          | Suècia            |
| Pietro Germi - Il bravo, il bello, il cattivo | Claudio Bondi                                                                                          | Itàlia            |
| Pel·lícules restaurades                       | |                   |
| Les Quatre Cents Coups (1959)                 | François Truffaut                                                                                      | França            |
| Accident (1967)                               | Joseph Losey                                                                                           | Regne Unit        |
| L'Avventura (1960)                            | Michelangelo Antonioni                                                                                 | França, Itàlia    |
| Signore e signori (1966)                      | Pietro Germi                                                                                           | Itàlia            |
| Gu ling jie shao nian sha ren shi jian (1991) | Edward Yang                                                                                            | Taiwan            |
| Les yeux sans visage (1960)                   | Georges Franju                                                                                         | França            |
| Loin du Vietnam (1967)                        | Chris Marker, Joris Ivens, Claude Lelouch, Jean-Luc Godard, William Klein, Agnès Varda i Alain Resnais | França            |
| An uns glaubt Gott nicht mehr (1982)          | Axel Corti                                                                                             | Àustria, Alemanya |
| Hanyeo (1960) 하녀                            | Kim Ki-young                                                                                           | Corea del Sud     |
| The Molly Maguires (1970)                     | Martin Ritt                                                                                            | Estats Units      |
| Les vacances de Monsieur Hulot (1953)         | Jacques Tati                                                                                           | França            |
| Al-Momia (1969)                               | Shadi Abdel Salam                                                                                      | Egipte            |
| Giù la testa (1971)                           | Sergio Leone                                                                                           | Itàlia            |
| Pierrot le fou (1965)                         | Jean-Luc Godard                                                                                        | França            |
| The Red Shoes (1948)                          | Michael Powell, Emeric Pressburger                                                                     | Regne Unit        |
| Victim (1961)                                 | Basil Dearden                                                                                          | Regne Unit        |
| Wake in Fright (1971)                         | Ted Kotcheff                                                                                           | Austràlia         |
| Redes (1936)                                  | Emilio Gómez Muriel, Fred Zinnemann                                                                    | Mèxic             |

### Cinéma de la Plage
El Cinéma de la Plage és una part de la Selecció Oficial. Les projeccions a l'aire lliure a la platja de Canes són obertes al públic.
| Títol original                                  | Director(s)                 | País                             |
| ----------------------------------------------- | --------------------------- | -------------------------------- |
| Lawrence of Arabia (1962)                       | David Lean                  | Estats Units, Regne Unit         |
| Neil Young Trunk Show (2008)                    | Jonathan Demme              | Estats Units                     |
| Pink Floyd The Wall (1982)                      | Alan Parker                 | Regne Unit                       |
| Soundtrack for a Revolution (2009)              | Dan Sturman, Bill Guttentag | Estats Units, França, Regne Unit |
| Tengri, le bleu du ciel (2008)                  | Marie-Jaoul de Poncheville  | Alemanya, França, Kirguizstan    |
| Total Balalaika Show (1993)                     | Aki Kaurismaki              | Finlàndia, Suècia                |
| Wattstax (1972)                                 | Mel Stuart                  | Estats Units                     |
| Ziggy Stardust and the Spiders from Mars (1973) | D. A. Pennebaker            | Regne Unit                       |

## Seccions paral·leles

### Setmana Internacional dels Crítics
Els següents llargmetratges van ser seleccionats per ser projectats per a la quaranta vuitena Setmana de la Crítica (48e Semaine de la Critique):
Pel·lícules en competició
- Adieu Gary de Nassim Amaouche ( França)
- Altiplano de Peter Brosens, Jessica Woodworth ( Bèlgica,  Alemanya,  Països Baixos)
- Huacho d'Alejandro Fernández Almendras ( Xile,  França,  Alemanya)
- Lost Persons Area de Caroline Strubbe ( Bèlgica)
- Mal día para pescar de Álvaro Brechner ( Uruguai,  Espanya)
- Ordinary People de Vladimir Perisic ( Sèrbia,  França,  Suïssa)
- Sirta la gal ba de Shahram Alidi ( Iraq)

Curtmetratges en competició
- C’est gratuit pour les filles de Marie Amachoukeli, Claire Burger ( França)
- Logorama de François Alaux, Hervé de Crécy, Ludovic Houplain (H5) ( França)
- Noche adentro de Pablo Lamar ( Paraguai,  Argentina)
- Runaway de Cordell Barker ( Canadà)
- Slitage de Patrik Eklund ( Suècia)
- Together d'Eicke Bettinga ( Alemanya,  Regne Unit)
- Tulum de Dalibor Matanic ( Croàcia)

Projeccions especials
- Hierro de Gabe Ibáñez ( Espanya)
- Lascars de Albert Pereira-Lazaro, Emmanuel Klotz ( França)
- Rien de personnel de Mathias Gokalp ( França)

Curtmetratges
- 1989 de Camilo Matiz ( Colòmbia)
- 6 Hours de Seong-hyeok Moon ( Corea del Sud)
- La Baie du renard de Grégoire Colin ( França)
- Elo de Vera Egito ( Brasil)
- Espalhadas pelo Ar de Vera Egito ( Brasil)
- Faiblesses de Nicolas Giraud ( França)
- Les Miettes de Pierre Pinaud ( França)

### Quinzena dels directors
Les següents pel·lícules foren exhibides en la Quinzena dels directors de 2009 (Quinzaine des Réalizateurs):
Pel·lícules
- Ajami de Scandar Copti, Yaron Shani
- Amreeka de Cherien Dabis
- Carcasses de Denis Côté
- Ne change rien de Pedro Costa
- Navidad de Sebastián Lelio
- Daddy Longlegs (Go Get Some Rosemary) de Benny Safdie, Josh Safdie
- Daniel y Ana de Michel Franco
- Eastern Plays de Kamen Kalev
- Les Beaux Gosses de Riad Sattouf
- Here de Tzu Nyen Ho
- Humpday de Lynn Shelton
- I Love You Phillip Morris de Glenn Ficarra, John Requa
- J'ai tué ma mère de Xavier Dolan
- Karaoke de Chris Chong Chan Fui
- Le Roi de l'évasion de Alain Guiraudie
- Jal Aljido Motamyunseo de Hong Sangsoo
- De helaasheid der dingen de Felix van Groeningen
- Oxhide II de Liu Jia Yin
- La Pivellina de Rainer Frimmel, Tizza Covi
- Polytechnique de Denis Villeneuve
- La Terre de la folie de Luc Moullet
- Tetro de Francis Ford Coppola
- La Famille Wolberg d'Axelle Ropert
- Yuki & Nina de Hippolyte Girardot, Nobuhiro Suwa

Projeccions especials
- Hotaru de Naomi Kawase
- Montparnasse de Mikhaël Hers

Curtmetratges
- American Minor de Charlie White (8 min)
- Anna de Rúnar Rúnarsson (35 min)
- El ataque de los robots de Nebulosa-5 de Chema García Ibarra (7 min)
- Canção d'Amor e saúde de João Nicolau (35 min)
- Cicada d'Amiel Courtin-Wilson (9 min)
- Drömmar från skogen de Johannes Nyholm (9 min)
- Dust Kid de Jung Yumi (10 min)
- The Fugitives de Guillaume Leiter (25 min)
- The History of Aviation de Bálint Kenyeres (15 min)
- Jagdfieber d'Alessandro Comodin (22 min)
- John Wayne Hated Horses d'Andrew T. Betzer (10 min)
- Nice de Maud Alpi (25 min)
- SuperBarroco de Renata Pinheiro (17 min)
- Thermidor de Virgil Vernier (17 min)

## Premis

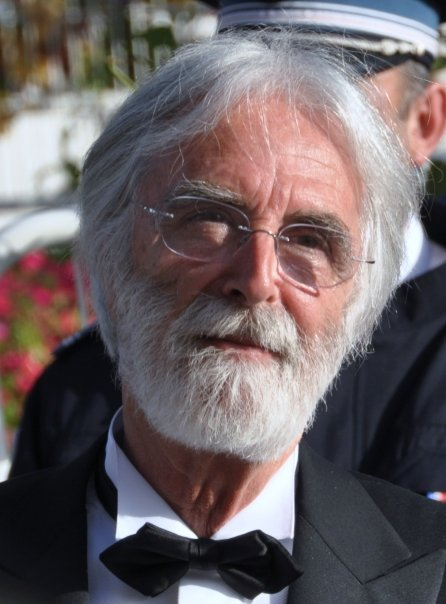
Michael Haneke, guanyador de la Palme d'Or

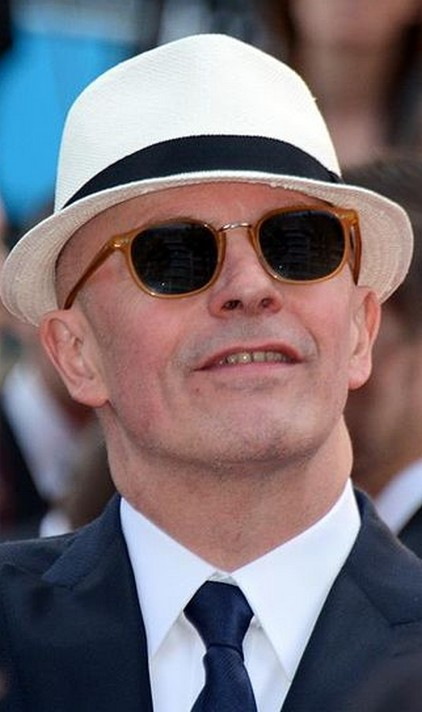
Jacques Audiard, guanyador del Grand Prix

### Premis oficials
Els guardonats en les seccions oficials de 2009 foren:
- Palma d'Or: Das weiße Band de Michael Haneke
- Grand Prix: Un prophète de Jacques Audiard
- Millor director: Brillante Mendoza per Kinatay
- Millor guió: Chūn fēng chén zuì de wǎn shàng
- Millor actriu: Charlotte Gainsbourg per Antichrist
- Millor actor: Christoph Waltz per Inglourious Basterds
- Prix du Jury:
  - Bakjwi de Park Chan-wook
  - Fish Tank d'Andrea Arnold
- Premi a tota una vida pel seu treball: Alain Resnais

Un Certain Regard
- Prix Un Certain Regard: Kynodontas de Yorgos Lanthimos
- Premi del Jurat Un Certain Regard: Poliţist, Adjectiv de Corneliu Porumboiu
- Premi Especial del Jurat Un Certain Regard:
  - No One Knows About Persian Cats (Kasi as gorbehaie Irani khabar nadare) de Bahman Ghobadi
  - Le père de mes enfants de Mia Hansen-Løve

Cinéfondation
- Primer premi: Bába de Zuzana Kirchnerová
- 2n Premi: Goodbye de Fang Song
- 3r Premi: Diploma de Yaelle Kayam i Nammae Ui Jip de Jo Sung-hee

Càmera d'Or
- Caméra d'Or: Samson and Delilah de Warwick Thornton
- Caméra d'Or - Distinció Especial: Ajami de Scandar Copti

Curtmetratges
- Palma d'Or al millor curtmetratge: Arena de João Salaviza
- Distinció Especial al curtmetratge: The Six Dollar Fifty Man de Mark Albiston, Louis Sutherland

### Premis independents
Premis FIPRESCI
- Das weiße Band de Michael Haneke (En Competició)
- Poliţist, Adjectiv de Corneliu Porumboiu (Un Certain Regard)
- Amreeka de Cherien Dabis (Quinzena dels Directors)

Premi Vulcan a l'Artista Tècnic
- Premi Vulcan: Aitor Berenguer (mesclador de so) per Mapa dels sons de Tòquio

Jurat Ecumènic
- Premi del Jurat Ecumènic: Looking per Eric de Ken Loach
- Premi del Jurat Ecumènic – Menció especial: Das weiße Band de Michael Haneke[20]

'Premis en el marc de la Setmana Internacional de la Crítica
- Gran Premi de la Setmana de la Crítica: Adieu Gary de Nassim Amaouche
- Premi SACD: Lost Persons Area de Caroline Strubbe
- Premi ACID/CCAS: Sirta la gal ba de Shahram Alidi
- Premi Joves Crítics OFAJ/TV5MONDE: Sirta la gal ba de Shahram Alidi
- Grand Prix Canal+ al curtmetratge: Slitage de Patrik Eklund
- Premi Kodak Discovery al millor curtmetratge: Logorama de François Alaux, Hervé de Crécy, Ludovic Houplain (H5)

Altres premis
- Premis Regards Jeunes: Sirta la gal ba de Shahram Alidi

Association Prix François Chalais
- Prix François Chalais: No One Knows About Persian Cats de Bahman Ghobadi[21]